# (424) Gratia
(424) Gratia – planetoida z pasa głównego asteroid okrążająca Słońce w ciągu 4 lat i 227 dni w średniej odległości 2,77 j.a. Została odkryta 31 grudnia 1896 roku w Observatoire de Nice w Nicei przez Auguste Charloisa. Nazwa planetoidy pochodzi od Gracji, bogiń wdzięku i piękności w mitologii rzymskiej. Przed jej nadaniem planetoida nosiła oznaczenie tymczasowe (424) 1896 DF.